# Віктор IV (антипапа)
Віктор IV — кардинал Грегоріо Конті (Грегоріо деї Конті ді Санклементе, † 1139). Його було обрано прихильниками антипапи Анаклета II після смерті останнього 25 січня 1138 року. В момент обрання Віктора IV більшість римлян схилилися на бік папи Інокентія II. Через безперспективність продовження схизми 29 травня 1138 Віктор IV потай від своїх прихильників утік з Ватикану на лівий берег Тибру і підкорився Інокентію II. 
Не можна його плутати з однойменним антипапою Віктором IV ІІ (Оттавіано ді Монтічеллі), що був у період між 1159 та 1164 роками.